# 크림 칸국
크림 칸국은 1441년부터 1783년까지 흑해 북안에 존재했던  크림 타타르인들의 국가로, 금장 칸국을 계승한 튀르크계 칸국 중 가장 오래 존속했다. 1441년 하즈 1세 기라이에 의해 수립되었으며 금장 칸국과 다쉬트-이-킵차크의 직계 후신국가로 여겨졌다. 자칭은 크림과 킵차크 평원의 왕좌, 옛 유럽의 역사학과 지리학에서는 소타타르로도 알려졌다.
크림 칸국의 영토는 크림 반도와 인근 대초원 지대, 특히 드네프르 강과 도네츠 강 사이의 남부 우크라이나 지역을 포함하였다. 크림 칸국의 통치력이 닿는 영토는 15세기 킵차크 칸국의 붕괴 이후 돈 강변을 따라 거주하던 코사크족의 끊임없는 침입으로 인해 통치 기간 내내 변동되었다.
1783년, 러시아 제국은 크림 칸국에 대한 러시아와 오스만 제국의 불간섭을 보장한 1774년의 퀴취크 카이나르자 조약을 위반하고 크림 칸국을 합병했다. 당시 유럽 열강 중 프랑스만이 오래 지속된 프랑코-오스만 동맹 때문에 이 행위에 대해 공개적으로 항의했다.

## 초기 역사

### 수립 이전
이후 크림 칸국을 주도하게 되는 쿠만족(킵차크족)은 11세기에 처음 크림반도에 등장했다. 13세기 중반 몽골 제국의 확장 이후, 주로 쿠만족이 거주하던 크림반도의 북쪽 스텝 지대는 킵차크 칸국이나 금장 칸국으로도 알려진 울루스 주치의 영토가 되었는데, 이 시대에 튀르크족의 역할이 커졌다. 또한 이 무렵부터 이 지역의 킵차크족은 타타르(Tatar)라는 명칭으로 불리기 시작했다.

### 수립
크림 칸국의 역사는 15세기 초 금장 칸국의 특정 씨족이 쿠마니아에서의 유목 생활을 그만두고 크림 반도를 유르트(고지)로 삼기로 하면서 시작되었다. 당시 몽골 제국 하의 금장 칸국은 1239년부터 키림(스타리 크림)에 수도를 두고 크림 반도를 울루스로서 통치하였다. 지역의 분리주의자들은 금장 칸국의 왕좌를 노리는 칭기즈 계통의 경쟁자 하즈 기라이를 초대하여 칸으로 옹립했다. 하즈 기라이는 초대를 수락하고 망명해 있던 리투아니아로부터 출발하였고, 1420년부터 1441년까지 금장 칸국에 대항한 독립 전쟁을 벌여 끝내 성공을 거두었다. 하즈 기라이는 내부의 경쟁자들과 싸운 뒤 1449년 칸에 즉위하였고, 이후 수도를 크르크 예르(Qırq Yer, 오늘날 바흐치사라이의 일부)로 옮겼다. 새 칸국의 영토는 크림반도(제노바 공화국과 트레비존드 제국이 통치하던 남부와 남동부의 일부 해안과 항구 제외)와 이에 인접한 스텝 지대로 이루어졌다.
1502년 멩리 1세 기라이가 대장 칸국의 마지막 칸을 격파하면서 크림반도에 대한 대장 칸국의 영유권 주장은 종식되었다.

## 대외 관계

### 오스만 제국의 보호령

이슬람 2세 기라이 칸(İslâm II Giray, 재위 1584~1588), Şeca'atname (1598).

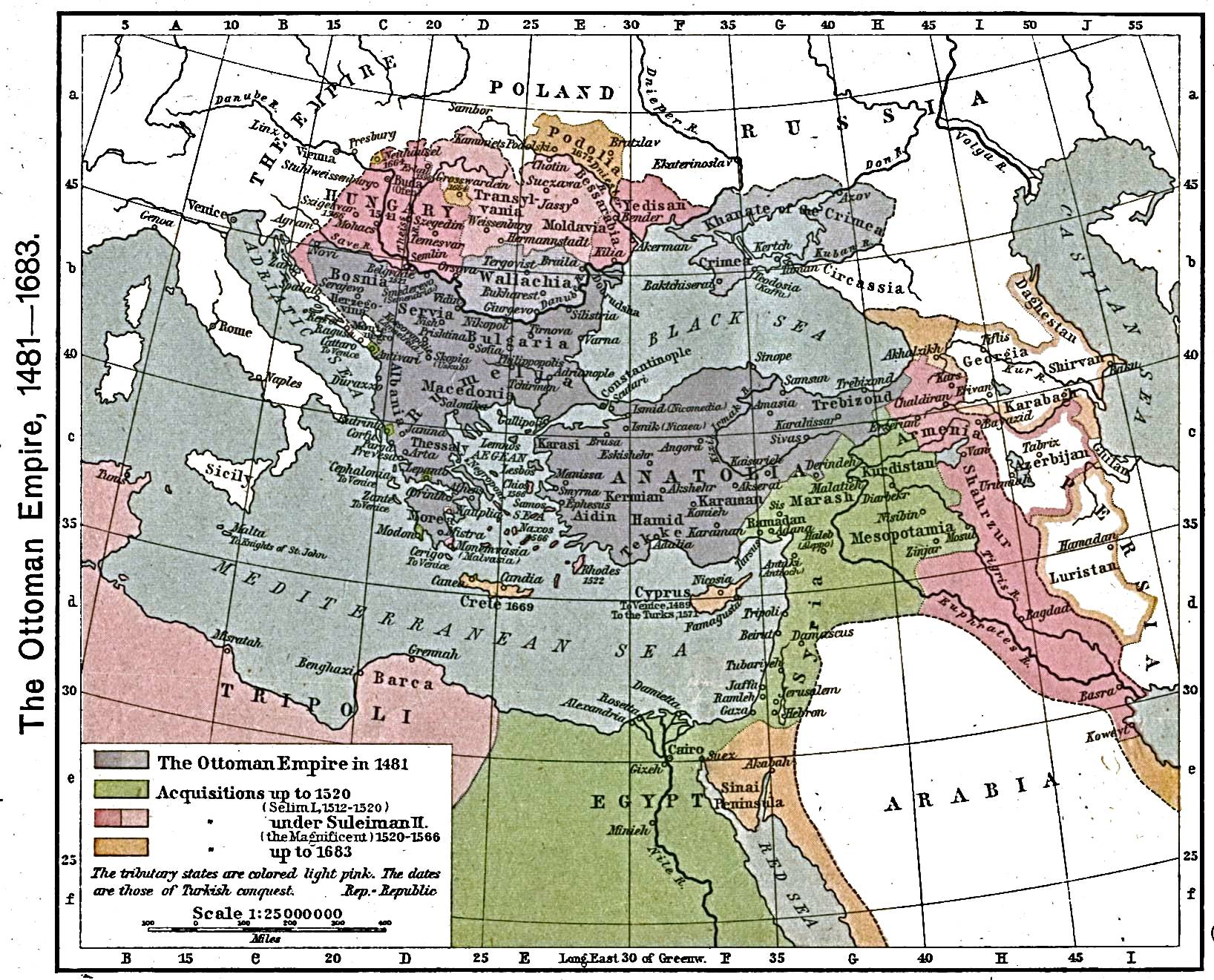
1481년 기준의 오스만 제국과 크림 칸국이 그려진 지도.

하즈 1세 기라이 사후 그의 아들들이 왕위 계승권을 놓고 다투었는데, 이때 오스만 제국이 개입하여 멩리 1세 기라이를 왕위에 앉혔다. 멩리 기라이는 "두 대륙의 주권자이자 두 바다의 칸 중의 칸"이라는 칭호를 받아들였다.
1475년 게디크 아흐메드 파샤가 이끄는 오스만군이 그리스계 테오도로 공국과 쳄발로, 솔다이아, 카파의 제노바 식민지를 정복했고, 그 이후로 크림 칸국은 오스만 제국의 보호령이 되었다. 오스만 술탄은 새로운 크림의 칸을 선출할 때 거부권을 행사할 수 있었다. 제국은 크림의 해안 지대를 합병했지만 칸국이 칭기즈칸의 후손이라는 점을 고려하여 대초원 지역에 대한 정통성을 인정했다.
1475년 오스만 제국은 침략에 저항한 멩리 1세 기라이를 3년간 투옥했다. 그는 콘스탄티노플에서의 포로 생활에서 돌아온 후 오스만 제국의 종주권을 받아들였다. 그럼에도 불구하고 오스만 술탄은 칸을 신민보다는 동맹처럼 대했고, 칸은 소타타르 대초원에서 오스만으로부터 독립적인 외교 정책을 지속했다. 칸은 계속해서 동전을 주조하고 금요일 기도에서 자신의 이름을 사용했는데, 이는 주권을 나타내는 2가지의 중요한 표시였다. 이들은 오스만 제국에 조공을 바치지 않았고, 대신 오스만 제국은 원정에서 숙련된 경호병과 최전선 기병을 제공한 대가로 그들에게 돈을 지불했다. 그러나 이후 크림은 멩리의 후계자인 메흐메드 1세 기라이의 통치 기간인 1523년에 위기를 겪음에 따라 오스만과의 관계에서 권력을 잃었다. 그는 당해에 사망했고, 그의 후계자인 1524년부터 크림 칸은 술탄에 의해 임명되었다. 크림 기병대는 폴란드, 헝가리, 페르시아에 대한 오스만 제국의 원정에 있어서 없어서는 안 될 존재가 되었다.

### 노예 무역
노예 무역은 크림 칸국 경제의 핵심을 이루었다. 크림인들은 다뉴브 유역 공국들, 폴란드-리투아니아, 그리고 모스크바 공국을 수시로 습격하여 포로로 잡은 사람들을 노예로 삼았다. 칸은 각 포획 당 10% 또는 20%의 고정 몫(savğa)을 가져갔다. 크림 군대의 이러한 공격은 공식적으로 칸이 직접 지휘하는 군사 작전으로서 공표된 sefer와, 귀족 집단이 수행하는 çapul로 구분되었는데, 후자는 칸이 주변 통치자들과 체결한 조약을 위반하고 불법적으로 수행되기도 했다.
오랫동안, 18세기 초까지 칸국은 오스만 제국과 중동을 상대로 한 대규모 노예 무역을 유지하여 1500~1700년 사이에 러시아와 폴란드-리투아니아에서 주로 오스만 제국으로 약 200만 명에 달하는 노예를 수출했다. 크림반도에 있는 오스만령 도시인 카파(즉 칸국의 일부가 아님)는 가장 유명하고 중요한 무역항이자 노예시장 중 하나였다. 1769년에 수행된 마지막 대규모 타타르 습격은 러시아와 루테니아인 노예 20,000명을 포획했다.

### 폴란드 및 자포로자 코자크와의 관계

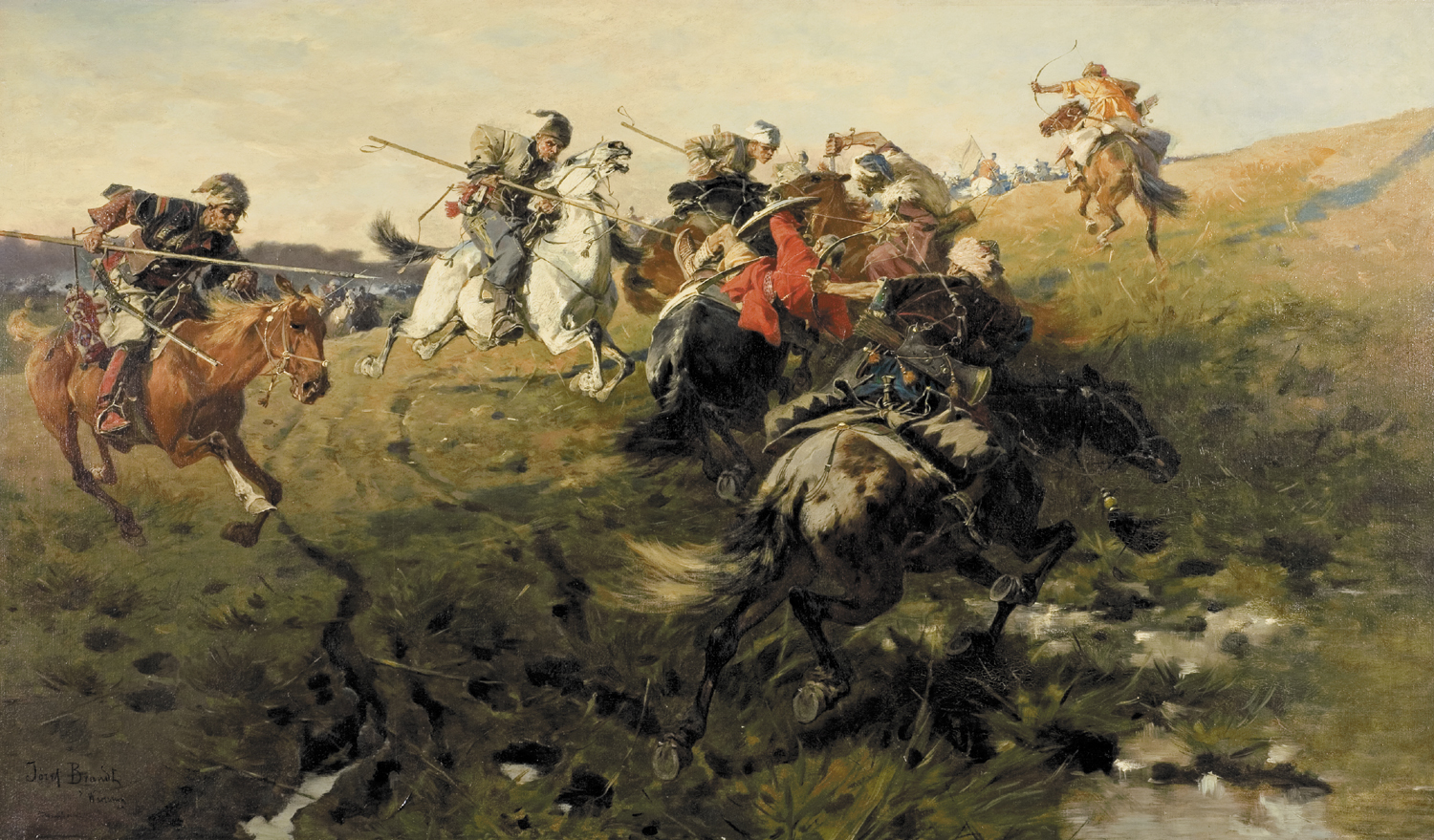
자포로자 코자크와 싸우는 타타르족, 유제프 브란트.

크림 칸국은 북쪽에 있던 오늘날 우크라이나의 자포로자 코자크와 복합적인 관계를 가지고 있었다. 코자크는 폴란드-리투아니아에 대해 타타르의 습격으로부터 어느 정도 보호를 제공했고 그 대가로 보조금을 받았다. 한편으로는 이들이 이 지역의 크림 칸국과 오스만의 영토를 습격하기도 했다. 크림 칸국은 때때로 폴란드-리투아니아 연방 및 자포로자 시치와 동맹관계를 맺었다. 1648년 흐멜니츠키 봉기 당시 이슬람 3세 기라이의 지원은 코자크가 초기에 군사적 성공을 거두는 데 크게 기여했다. 폴란드-리투아니아 연방과의 관계도 각별했는데, 폴란드-리투아니아 연방은 15세기에 크림 반도에 정착하기 전 리투아니아에서 피난처를 찾았던 기라이의 본거지였기 때문이다.

### 모스크바와의 관계
16세기 중반 크림 칸국은 스스로 금장 칸국의 후계자임을 주장하기 시작했는데, 이는 카스피-볼가 지역의 타타르계 칸국, 특히 카잔 칸국과 아스트라한 칸국에 대한 통치권 주장을 수반했다. 이에 따라 이 지역의 지배권을 놓고 모스크바 대공국과의 대립이 일어났다. 1571년 러시아 수도에 대한 데블렛 1세 기라이의 성공적인 원정은 모스크바를 불사르는 것으로 끝났고, 이에 따라 그는 타트 알간(That Alğan, 왕위 찬탈자)이라는 칭호를 얻었다. 그러나 이듬해 크림 칸국은 몰로디 전투에서 참패하면서 볼가 강으로의 진출로를 완전히 잃었다.
돈 코자크는 1580년대에 이르러 돈강 하류, 도네츠강, 아조프강까지 진출하며 칸국의 북동쪽에 인접하게 되었다. 이들은 내부 분쟁, 인구 과잉, 그리고 심화되는 착취를 피해 도망쳐 온 농민, 농노, 귀족들을 끌어들이며 성장했다. 자포로자 코자크가 폴란드-리투아니아 연방의 남쪽 국경을 보호했듯이, 돈 코자크는 모스크바 대공국을 보호하며 종종 칸국과 오스만의 요새를 공격했다.

### 노가이와의 관계

금장 칸국 및 그로부터 파생된 칸국들, 1444년경.

17세기 초, 오늘날 칼미크족의 조상인 오이라트 몽골족은 중앙아시아의 스텝에서 볼가 강 하류 지역으로 이주해 왔다. 이들은 1630년경 볼가 강에 도착했는데, 당시 이 땅은 경쟁자 없는 목초지가 아니라 노가이족의 본거지였다. 이후 많은 노가이족 무리가 남동쪽으로는 북캅카스 평원으로, 서쪽으로는 크림 칸국이 영유권을 주장하던 흑해 대초원으로 이주했다. 흑해 북쪽의 노가이족은 명목상 크림 칸국의 지배를 받았는데, 크게 부자크, 예디산, 잠보일루크, 예딕쿨, 그리고 쿠반의 집단으로 나뉘었다.

### 체르케스와의 관계
많은 체르케스인들은 크림 타타르족과 오스만 제국의 영향을 받아 이슬람으로 개종했다. 체르케스인 용병과 신병들은 칸국의 군대에서 중요한 역할을 했으며, 칸은 종종 체르케스인 여성과 결혼했고, 젊은 크림 왕자들이 체르케스에서 시간을 보내며 전투 기술을 훈련하는 것이 관습이 되었다. 18세기에는 체르케스인과 크림 타타르족 사이에 여러 차례 갈등이 일어났는데(크림-체르케스 전쟁 참조) 1708년 칸잘 전투에서 체르케스는 카플란 1세 기라이와 오스만의 원조군을 격파했다.

## 쇠락

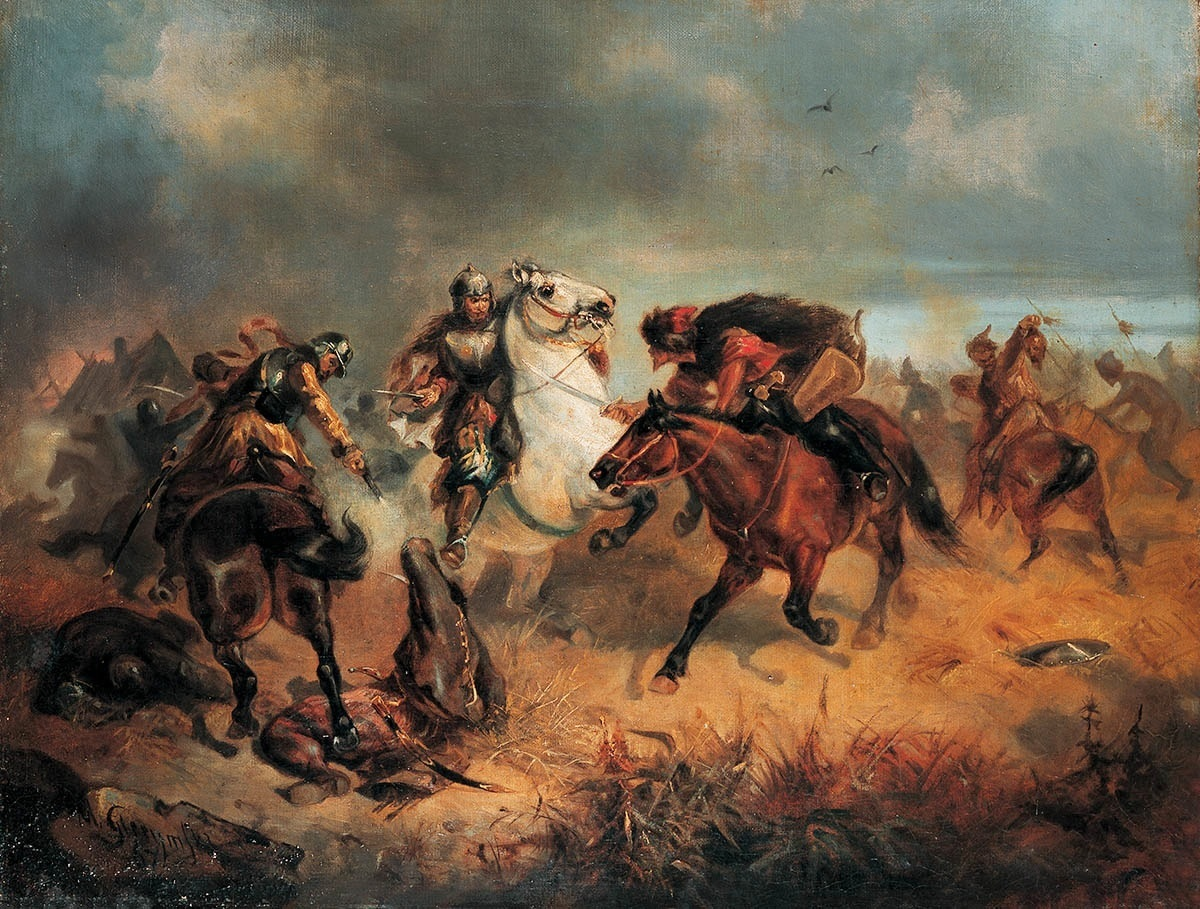
타타르인과 전초병들, 막시밀리안 기에림스키.

당대 터키의 여행작가 에블리야 첼레비는 코자크의 아자크 습격이 크림 칸국의 영토에 미친 영향을 언급한다. 이 습격은 교역로를 파괴하고 여러 중요 지역의 인구를 격감시켰는데, 에블리야 첼레비가 도착했을 무렵 그가 방문한 거의 모든 마을이 코자크의 습격으로 피해를 입고 있었다. 실제로 에블리야 첼레비는 아라바트의 오스만 요새만이 코자크로부터 안전하다고 생각할 정도였다.
크림 칸국의 쇠퇴는 오스만 제국의 약화에 더하여 동유럽의 세력 균형이 주변국에 유리하게 변화한 결과였다. 크림 타타르족은 오스만 원정에서 전리품 없이 돌아오는 경우가 많아졌고 실패한 원정에 대한 오스만 정부의 보조금 지급 가능성은 낮았다. 화포가 충분하지 않던 타타르 기병대는 근대적 장비를 갖춘 유럽 및 러시아 군대에 상당한 손실을 입었다. 17세기 후반에 이르러 러시아는 크림 칸이 약탈하기에는 너무도 강력해졌고, 1699년에는 카를로비츠 조약으로 더 이상의 약탈이 금지되었다. 러시아와 우크라이나로부터 대규모 노예 약탈을 벌이던 시대는 끝났음에도 마적단과 노가이족 약탈자들이 빈번히 공격을 감행하여, 결과적으로 크림 칸국에 대한 러시아 측의 적개심은 줄어들지 않았다. 이러한 정치경제적 손실은 귀족 가문들 사이에서 칸에 대한 지지를 약화시켰고 권력을 둘러싸고 내부 갈등이 이어졌다. 크림 군대의 상당 부분을 담당했던 노가이족 역시 제국의 말기에 칸에 대한 지원을 철회했다.
17세기 전반, 칼미크족은 볼가 강 하류에 칼미크 칸국을 형성하고 아유카 칸의 지휘 아래 크림 칸국과 노가이족을 상대로 수많은 군사 원정을 수행했다. 이후 칼미크는 러시아 제국의 중요한 동맹국이 되었고, 그들의 남동부 국경 수호를 약속함에 따라 17~18세기에 러시아의 모든 전쟁에 적극적으로 참여하여 최대 4만 명의 중무장한 기병을 지원했다.
러시아와 우크라이나 연합군은 치기린 원정과 크림 원정 동안 크림 칸국을 공격했다. 러시아-튀르크 전쟁 (1735년~1739년) 당시 뮌니히 원수가 지휘하는 러시아군은 크림 반도에 침입하여 모든 것을 불태우고 파괴했다. 예카테리나 2세 치세 동안에는 더 많은 전쟁이 벌어졌다. 러시아-튀르크 전쟁(1768년~1774년)의 결과로 퀴취크 카이나르자 조약이 체결되었고, 이 조약에 따라 크림 칸국은 오스만 제국으로부터 독립하여 러시아 제국과 동맹을 맺게 되었다.
마지막 크림 칸 샤힌 기라이의 치세는 러시아의 영향력 증가와 정부 내의 갈등 폭발로 점철되었다. 1783년 4월 8일, 예카테리나 2세는 조약을 위반하고 내전에 개입하여 사실상 반도 전체를 타브리다주로서 합병했다. 1787년 샤힌 기라이는 오스만 제국으로 망명했다가 결국 로도스섬에서 반역죄로 오스만 당국에 의해 처형되었다. 왕실인 기라이 가문은 오늘날까지 살아남아 있다.
1792년 이아시 조약을 통해 러시아 제국의 국경은 드네스트르 강까지 확장되었고 예디산은 완전히 점령되었다. 1812년 부쿠레슈티 조약으로 베사라비아도 러시아의 지배 하에 놓이게 되었다.

## 같이 보기
- 카자크
- 킵차크인
- 노가이 칸국
- 노보로시야